# Гариб, Жауад
Жауад Гариб — марокканский бегун на длинные дистанции, который специализируется в марафоне. Серебряный призёр Олимпийских игр 2008 года и двукратный чемпион мира в марафонском беге в 2003 и 2005 годах. Серебряный призёр чемпионата мира по полумарафону 2002 года в личном первенстве с результатом 1:00.42.
Серебряный призёр Лиссабонского полумарафона 2010 года с личным рекордом — 59.59.

## Достижения
- 3-е место на Лондонском марафоне 2004 года — 2:07.12
- 2-е место на Лондонском марафоне 2005 года — 2:07.49
- 2-е место на Чикагском марафоне 2007 года — 2:11.11
- 3-е место на Лондонском марафоне 2009 года — 2:05.27 — PB
- 3-е место на Нью-Йоркском марафоне 2009 года — 2:10.25
- 3-е место на Лондонском марафоне 2010 года — 2:06.55
- 1-е место на Фукуокском марафоне 2010 года — 2:08.24